# Le Rêve d'Osman

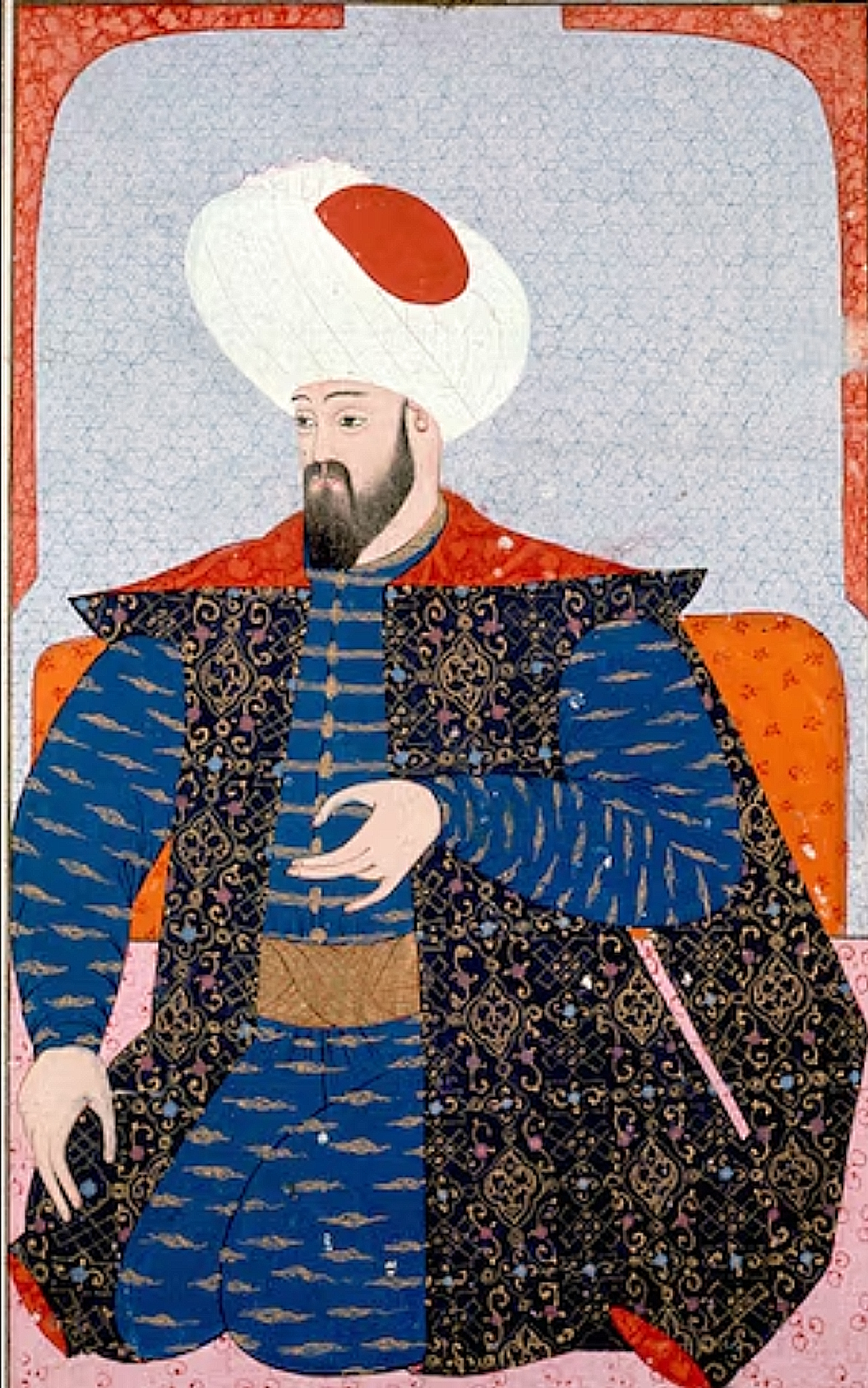
Osman I^{er} au moment de son accession au trône, vers 1281.

Le Rêve d'Osman est un poème épique en turc anatolien ancien traditionnellement attribué au sultan Osman Ier, fondateur de l'empire ottoman, mais plus probablement d'auteur inconnu. Il a joué un rôle important pour la dynastie ottomane.
Le songe aurait été vécu par le jeune Osman, alors âgé de 19 ans : par respect et par goût de l'apprentissage, ce prince reconnu pour sa piété aurait rendu visite dans un village voisin de Söğüt à un influent chef religieux, le sheikh Edébali (1206-1326), dont il avait demandé sans succès la main de la fille.
Au cours de cette visite, une vision métaphorique serait apparue au futur sultan dans son sommeil : un croissant émergeant de la poitrine du sheikh et entrant dans son propre corps, avant de prendre la forme d'un énorme platane naissant de son torse et couvrant de son ombre la terre et les peuples. Ce rêve fut interprété comme la prédiction de l'essor et de la prospérité d'un empire gouverné par Osman et ses descendants. En effet, lorsque Osman rapporte au sheikh Edébali son rêve, celui-ci y voit un message divin indiquant qu'Osman se couvrirait de gloire et de renommée au nom de l'Islam. Il lui donne dès lors sa fille Rabia Bala Malhun Hatun en mariage.
Ce récit apparaît au XVe siècle, plus de cent ans après la mort d'Osman. Il est probable qu'il ait été créé de toutes pièces pour ancrer la naissance de l'empire dans les suites d'un mythe fondateur, et pour embellir la vie du sultan et justifier ses grands succès militaires.